# Pantolestidae
Pantolestidae — вимерла родина напівводних неплацентарних евтерових ссавців. Утворюючи ядро так само вимерлого підряду Pantolesta, пантолестиди еволюціонували як серія все більш видроподібних форм, починаючи від середнього палеоцену (60 млн років тому) Bessoecetor до пізнього еоцену (ергільського періоду) (50–33 млн років тому) Gobiopithecus і Kiinkerishella. Вперше вони з'явилися в Північній Америці, звідки поширилися в Європу.

## Опис
Пантолестиди були риболовами з довжиною тіла близько 50 сантиметрів і хвостом близько 35 сантиметрів. Анатомія цих архаїчних ссавців найкраще відома завдяки добре збереженим середньоеоценовим зразкам Buxolestes, знайденим у Месселі в Німеччині, та кільком іншим менш повним зразкам, таким як Palaeosinopa, знайдений у Fossil Butte у Вайомінгу, за оцінками, досягали маси тіла до 1400 грамів, що робило їх відносно великими ранніми ссавцями.
У них були помірно міцні ікла та багатобугоркові різальні зуби, підтримувані сильними щелепними м'язами, до яких були пристосовані порожнини черепа. Таке поєднання зубів і м’язів було інтерпретовано як рання адаптація до жорсткої дієти, такої як молюски й равлики.
Вільно зчленовані кістки передпліччя (променева та ліктьова кістки) дозволяли потужним переднім кінцівкам здійснювати широкі обертальні рухи, тоді як їхні пальці мали великі кістяні кігті, що вказувало на те, що вони могли рити та будувати підземні нори. Їх потужні задні кінцівки не можна було обертати таким же чином, але видатні поперечні відростки першого хвостового хребця дозволяють припустити, що вони використовували свої потужні хвости, щоб рухатися у воді, як сучасні видри. У більш пізніх пантолестидів є помітний черепний гребінь у поєднанні з потужними спинними відростками, що вказує на наявність сильних м’язів шиї, необхідних плавцям, які постійно тримають голову над поверхнею води.

## Класифікація
За Haaramo, 2008:
Family: †Pantolestidae (Cope, 1884)
Subfamilies
†Pentacodontinae Simpson, 1937
†Amaramnis
†Aphronorus
†Bisonalveus
†Coriphagus
†Pentacodon
†Pantolestinae Cope, 1884
†Bessoecetor
†Bogbia
†Bouffinomus
†Buxolestes
†Chadronia
†Galethylax
†Oboia
†Palaeosinopa
†Pagonomus
†Pantolestes
†Thelysia
†Todralestes
†Dyspterninae Kretzoi, 1943
†Cryptopithecus
†Dyspterna
†Gobipithecus
†Kochictis